# HLE 18 (Alstom)
De locomotief reeks 18 was een type elektrische locomotief die tussen 1973 en 1999 door de NMBS werd ingezet. Ze waren, met uitzondering van enkele andere technische uitrustingen en een hoger vermogen, gelijk aan de serie CC40100 van de SNCF.
In 2009 nam de NMBS een nieuwe reeks 18 in gebruik, gemaakt door Siemens, die verder niets te maken heeft met deze reeks. De zes nummers van de locomotieven werden in de nieuwe reeks opnieuw gebruikt.

## Geschiedenis
In het midden van de jaren 60 was de NMBS van plan nieuwe zesassige locomotieven te bestellen. Deze zouden gebruikmaken van thyristortechnologie en op alle 4 spanningen van het West-Europese net kunnen werken.
Tussen 1968 en 1974 werden er ervaringen opgedaan met de locomotief 124.001 (in 1971 omgenummerd in 2401). Deze werd voorzien van een motorisatie met volledige ophanging en een aangepaste transmissie. De resultaten wezen echter uit dat de 2 wensen, een zesassige thyristorlocomotief en de vierspanningsmogelijkheid, niet te combineren waren wegens het nog niet op punt staan van de thyristortechniek.
Daarom werd het originele plan opgesplitst in 2 types locomotieven. De zesassige thyristorlocomotief werd uiteindelijk de reeks 20, de vierspanningslocomotief werd de reeks 18. Omdat de tijdsdruk enorm groot was werd er gekozen voor een bestaand beproefd type om de levertijd zo klein mogelijk te houden. Daarom werd een locomotief op basis van de bestaande reeks CC40100 van de SNCF besteld.

## Techniek
Alhoewel het overgrote deel van de techniek overgenomen werd van de Franse CC40100, werden een aantal uitrustingen gevoelig verbeterd of aangepast.
De kast van de locomotief is 22 m lang en is uitgevoerd met roestvrijstalen profielen langs de zijkant, volgens het BUDD-principe. De ramen hellen naar binnen toe, wat hen de bijnaam "Nez Cassé" (gebroken neus) gaf. Dit profiel was een typisch kenmerk van de Franse ontwerper Paul Arzens, die later ook de kast van de Franse series BB7200, BB15000 en BB22200 en Nederlandse series 1600 (=1800) & 1700 ontwierp.
De aandrijving is gebaseerd op weerstanden en is beter bekend als aandrijving van het type Jeumont-Heydmann, die eveneens in alle weerstandlocs van de NMBS gebruikt wordt. Het vermogen bedraagt 4320 kW (onder 3 en 25 kV), dat duidelijk hoger is dan het vermogen van de CC40100, dat 3620 kW bedroeg. Dit komt doordat de locomotief zonder opdrukloc over het hellend vlak van Ans moest kunnen rijden.
Het remsysteem is volledig anders dan dat van de SNCF CC40100. De SNCF-locs maakten nog gebruik van het typisch Franse Westinghouse PBL2-systeem, de reeks 18 werd voorzien van het verbeterde FV4-systeem van het Zwitserse Oerlikon. Ze waren wel beide voorzien van de elektropneumatische rem.
De koeling van de aanzetweerstanden is eveneens sterker dan die van de Franse zusterlocomotieven, maar desondanks waren zij niet geschikt om goederentreinen te rijden, vermits zij slechts na 129 km/u uit de aanzetweerstanden waren.
De reeks 18 had drie pantografen: een voor het Franse en Luxemburgse 25kV-net, een voor het Duitse 15kV-net, en een voor gelijkstroom (zowel 1,5 kV als 3 kV).

## Inzet
De locs werden samen in pool met de series BB30000 en CC40100 van de SNCF en de reeksen 15 en 16 van de NMBS ingezet op de verbinding Parijs-Brussel, en in pool met de reeks 16 op de verbinding Oostende-Brussel-Keulen. Eveneens vermeldenswaardig is de inzet op de eerste "Camino Azul"-nachttrein, waar ze eenmalig tot Lyon zijn doorgedrongen en ze daardoor voor de eerste (en ook laatste keer) hun 1,5kV=-mogelijkheid hebben gebruikt. Nadien werden ze echter beperkt tot Thionville op deze verbinding.
Op de verbinding Parijs-Brussel werden ze vooral voor de zwaardere TEE- en later Corail-treinen ingezet, de reeksen 15 en 16 werden vooral voor lichtere treinen ingezet. Na de introductie van de Thalys in 1996 op deze verbinding werd de HLE 18 niet meer toegelaten op het Franse net wegens het ontbreken van het nieuwere beveiligingssysteem KVB. Alhoewel de locomotieven sporadisch invielen op Oostende-Brussel-Keulen bij het ontbreken of defect aan een locomotief van de reeks 16, werd dit hun vaste actieterrein van 1996 tot 1999, wanneer ze buiten dienst gingen.

## Latere plannen
Na hun buitendienststelling in 1997/1999 werden alle locomotieven op verschillende plaatsen (Ronet, Kinkempois en Salzinnes) afgesteld.
- HLE 1801 werd aangepast om pas gerenoveerde I10-rijtuigen van hoogspanning te voorzien na hun revisie in Salzinnes. Ondertussen is deze locomotief in begin 2008 gesloopt.
- HLE 1802 werd in april 1997 afgesteld na overmatige slijtage aan een van de draaistellen. Na meer dan 12 jaar afgesteld te staan in de werkplaats van Kinkempois werd ze in juli 2009 gesloopt te Courcelles-Motte.
- HLE 1803 zou eerst gesloopt worden, maar werd gered van de sloophamer doordat de locomotief aangekocht werd door Rails & Traction. Deze firma zou de locomotief ombouwen voor inzet voor de werktreinen van de Zwitserse firma Speno. Omdat deze aanpassingen omvangrijker waren dan gedacht en de locomotief feitelijk niet geschikt was voor de lage snelheden van zulke treinen werd de locomotief afgesteld in de bundel van de firma, in Raeren op de bekende Vennbahn.
- HLE 1804 werd reeds in 1997 buiten dienst gesteld en gebruikt als organenbank voor de andere locomotieven. Net zoals de HLE 1802 stond ze 12 jaar afgesteld in Kinkempois, en werd ze in juli 2009 gesloopt te Courcelles-Motte.
- HLE 1805 is de enige echt bewaarde locomotief van de reeks. In 2000 kreeg het TSP de kans om de locomotief te kopen van de NMBS. Er werd echter in de verkoopakte een clausule opgenomen waardoor deze niet mag uitgeleend worden aan potentiële privé-operatoren. De veiligheidssystemen en boordradio werden eveneens verwijderd zodat deze niet mag ingezet worden op het Infrabel-net, alhoewel de locomotief feitelijk nog steeds rijvaardig is.
- HLE 1806 onderging hetzelfde lot als HLE 1803: verkoop aan Rails & Traction en ombouw voor de inzet voor de werktreinen van Speno. Wegens de te omvangrijke werkzaamheden werd deze locomotief ook afgesteld in de bundel van de firma in Raeren.

## Foto's

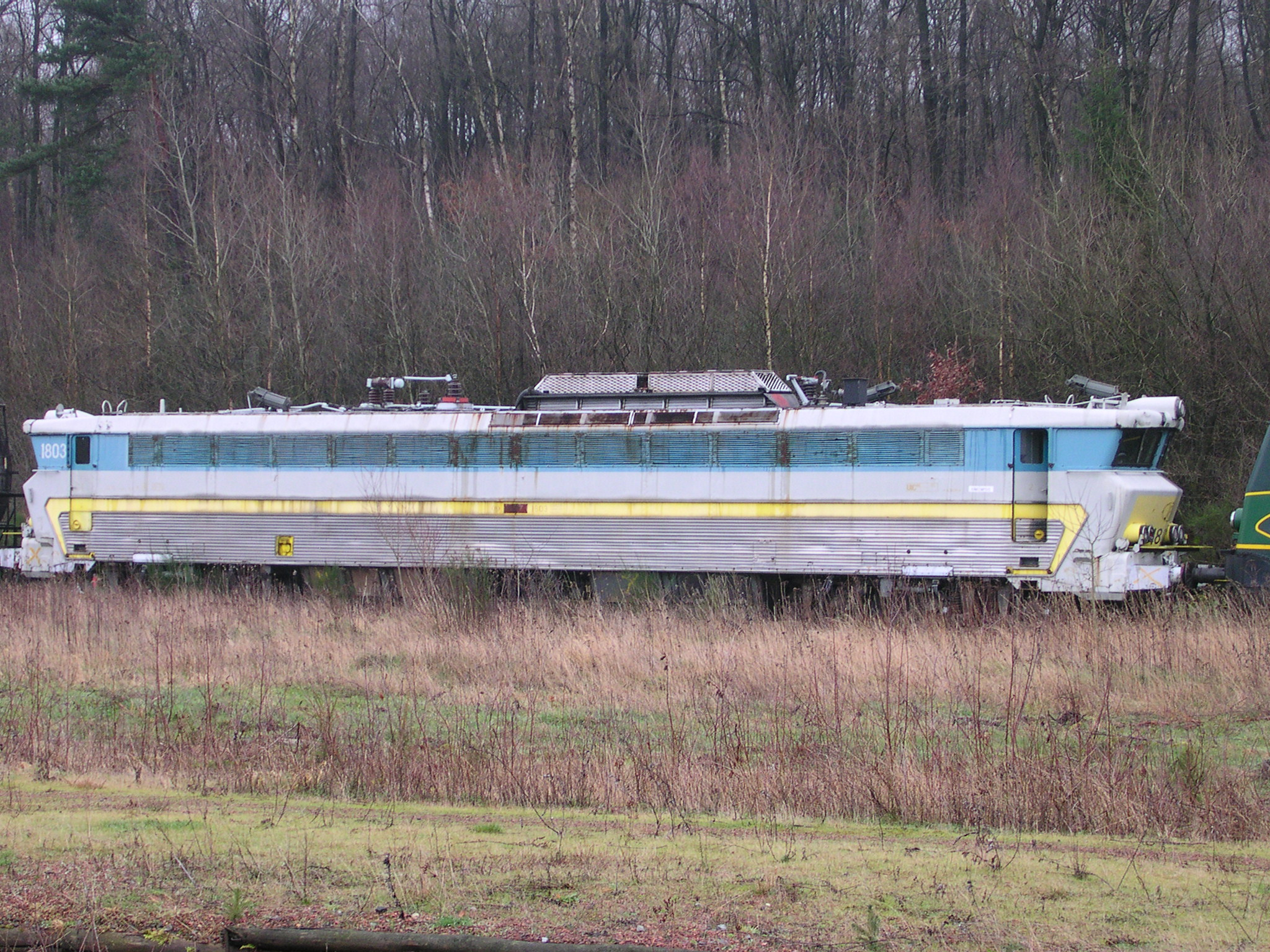
Op 30 januari 2007 te Raeren (buitendienst)
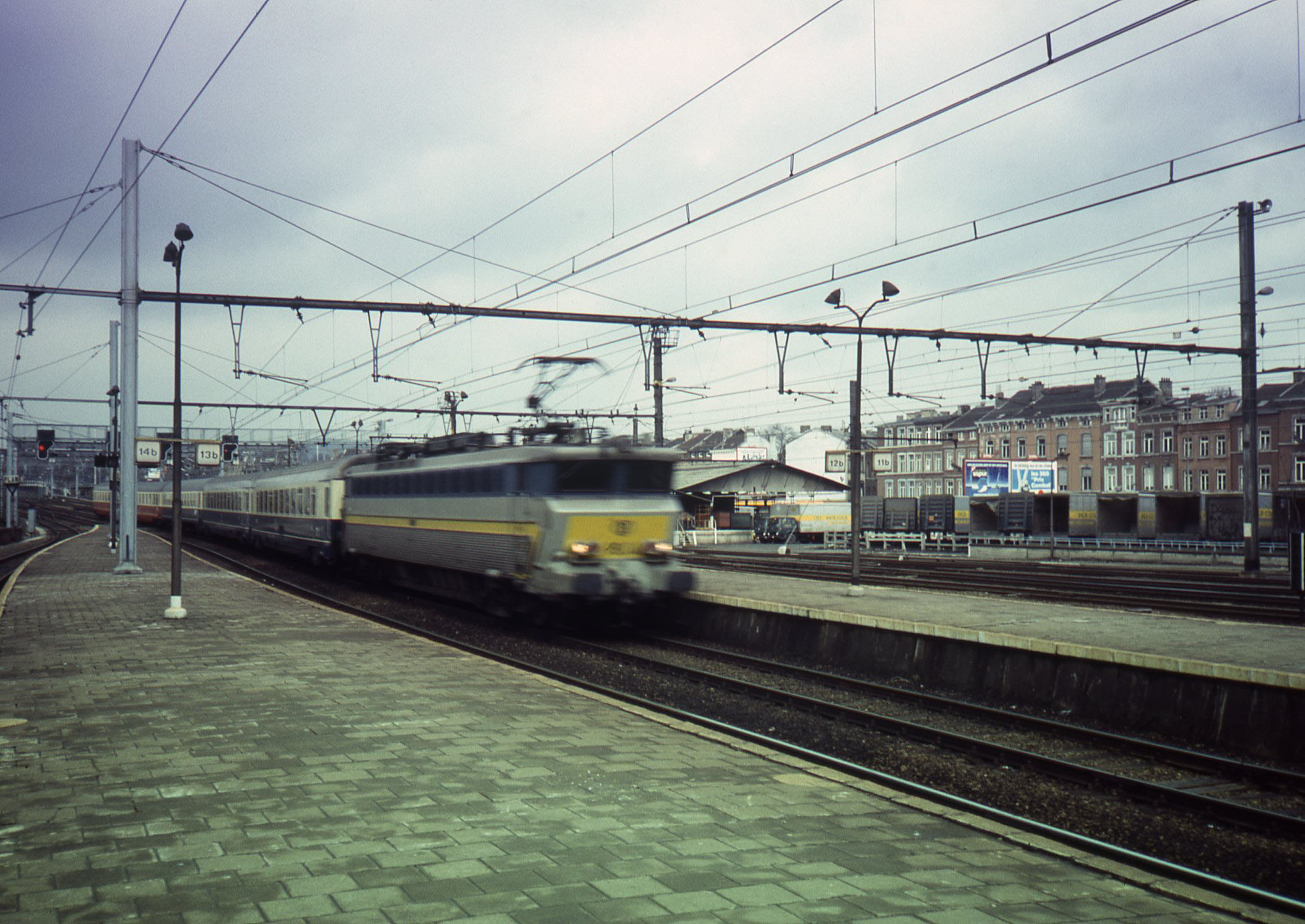
Een binnenkomende internationale trein in Luik
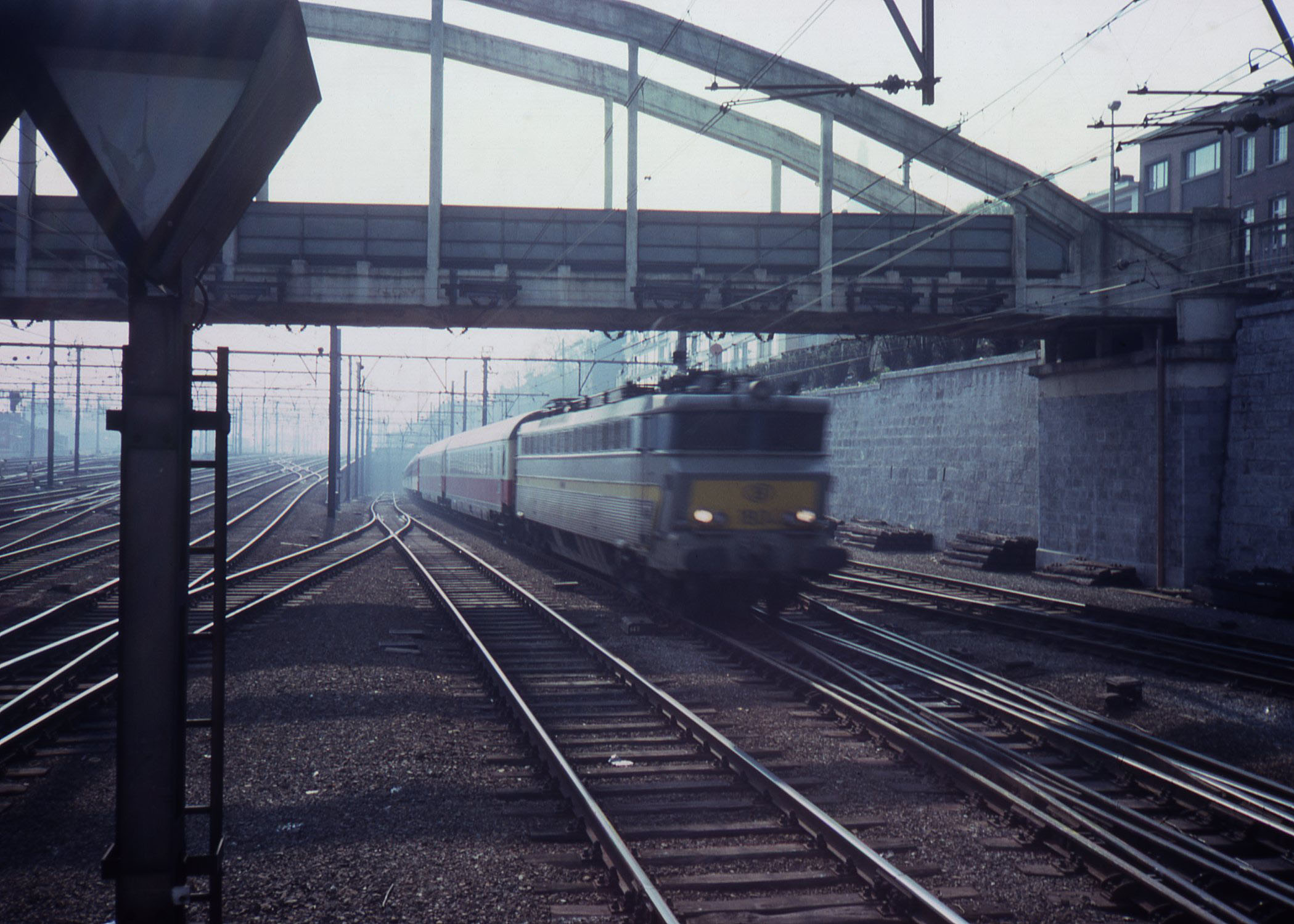
Binnenkomende internationale trein in Liège-Guillemins
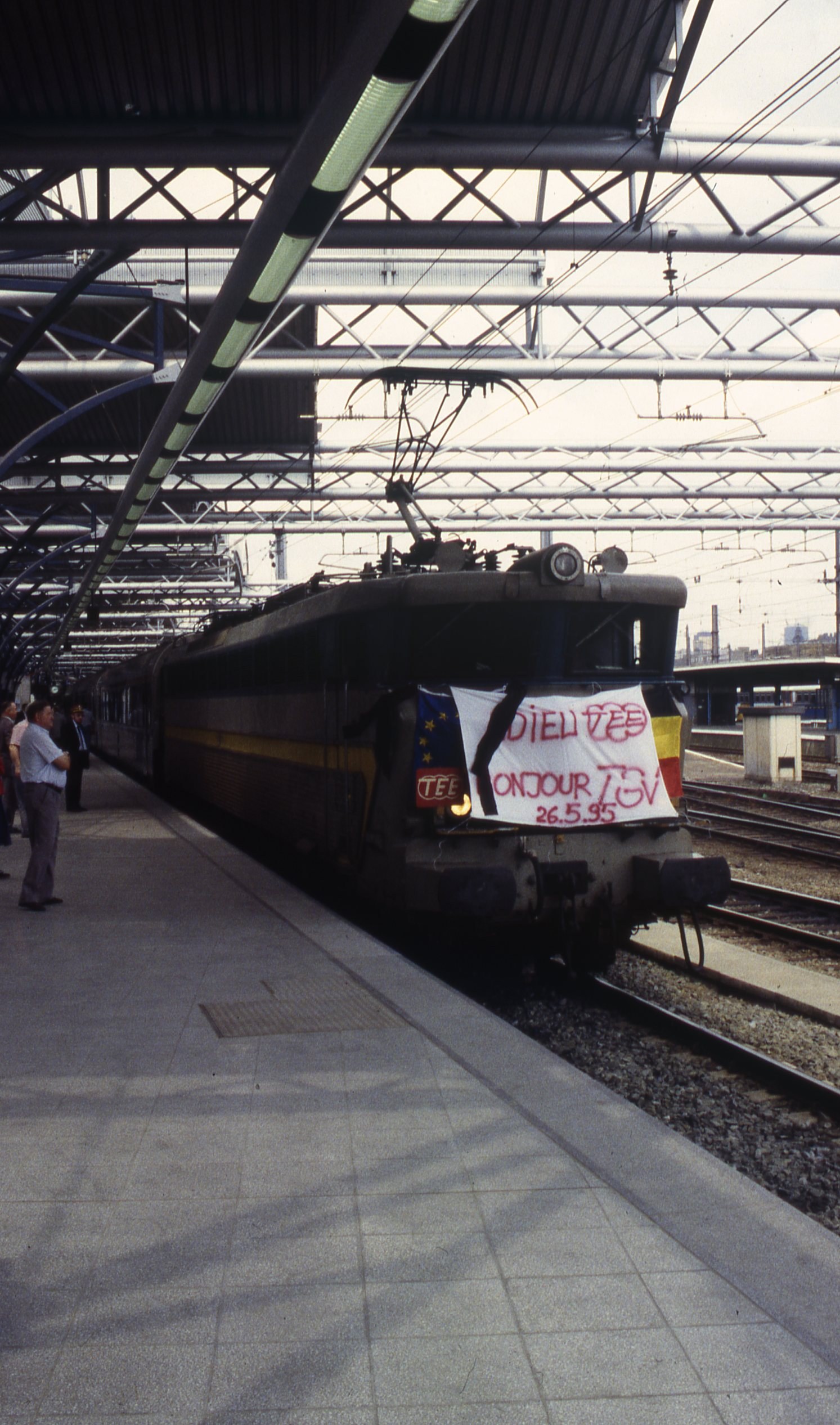
Laatste TEE op 26 mei 1995 in Brussel-Zuid met afscheidsceremonie